# 聖ステファノの殉教 (カラッチ)
『聖ステファノの殉教』（せいステファノのじゅんきょう、仏: La Lapidation de saint Étienne、英: The Martyrdom of St Stephen）は、イタリアのバロック絵画の巨匠アンニーバレ・カラッチが1603-1604年ごろ、銅板上に油彩で制作した絵画である。1668年以前にモントジエ公爵からルイ14世に贈られ、1797年以来、パリのルーヴル美術館に所蔵されている (目録番号204)。

## 作品
本作の主題は『使徒行伝』から採られており、カトリック教会史上最初の殉教者である聖ステファノが描かれている。彼は、エルサレムの住人にキリスト教の布教をした咎で裁かれた末に町の城壁の前で石刑に遭い、果てる。
画面左側で跪いている彼は流血しており、怒る男たちの石を受けているが、石を気に留めていない。王冠と殉教の象徴であるシュロを持つ天使が彼の方に飛来し、ステファノの殉教が祝福されていることを伝えているからである。天使は、画面右上の雲の間に見える天国からの使者であり、天国には父なる神とイエス・キリストと天使たちの姿が垣間見える。なお、後に伝道者パウロとなる古代ローマの役人サウロがこの場に描かれ、ステファノの殺害に同意したばかりか、その指揮まで執っているようである。
この絵画は、おそらくアンニーバレの甥にあたるアントニオ・カラッチが1610年ごろに制作した同主題作 (ロンドン・ナショナル・ギャラリー) にもとづいている。なお、ルーヴル美術館にはもう1点のアンニーバレに帰属されるが、弟子が関与している可能性のあるキャンバス上の『聖ステファノの殉教』がある。